# OHB SE
OHB SE is een Duits lucht- en ruimtevaartbedrijf met hoofdkantoor in Bremen.
- International Standard Name Identifier: 0000 0004 4658 6721
- Virtual International Authority File: 305327052